# نبرد انبار
جنگ انبار یا ذات العیون، یکی از جنگ‌های منجر به اشغال ایران توسط اعراب است که در دوران خلافت ابوبکر و در ماه دسامبر ۶۳۳ میلادی به وقوع پیوسته‌است. این جنگ به فرماندهی خالد بن ولید رخ داده‌است.

## پیشینه شهر
این شهر در زمان ساسانی به پیروز شاپور مشهور بود و در غرب نهر فرات و در ۶۲ کیلومتری غرب شهر بغداد قرار داشت. این شهر یکی از شهرهایی است که شاپور یکم مورد بازسازی و تجدید بنا قرار داد و در آن انبارهای بزرگ اسلحه و موادغذائی برای سپاهیان ساسانی ایجاد کرد. اهمیت شهر انبار بدان جهت بود که در سر اولین نهر بزرگی که قابل کشتی‌رانی بود و از فرات جدا می‌شد و به دجله می‌ریخت، واقع بود. پیروز شاپور یا انبار در حملهٔ اعراب دچار صدمات و خرابی‌های فراوانی گردید. این شهر بسبب موقعی که داشت در ضبط و نظم امر آبیاری سواد بسیار مهم شمرده می‌شد. از این رو در کار لشکر کشی نیز برای ایران و روم هر دو اهمیت تمام داشت. شهر از جهت نظامی انبار ذخایر بود: دخایر گندم و جو برای لشکریان و هم ذخیرهٔ مهمات جنگ در هنگام ضرورت از این جهت در ردیف حیره به‌شمار می‌آمد. گذشته از ایرانیان که در آنجا به مرزداری و نگهبانی می‌نشستند اعراب نصارا هم در آنجا فراوان بودند. هم نسطوری در آنجا کلیسا و دستگاه داشتند و هم مسیحیان یعقوبی به‌علاوه از یهود نیز کسانی در شهر می‌زیستند.

## جنگ انبار
چنان‌که از روایت طبری و بلاذری بر می‌آید، در ماه دسامبر ۶۳۳ میلادی، خالد بن ولید پس از تسخیر حیره، پایتخت خاندان لخمی آهنگ انبار کرد. مردم انبار وقتی از مقصد خالد باخبر شدند، دور تا دور شهر خندق کندند، و در درون و پشت خندق‌ها سنگر گرفتند. گویند مقدمهٔ سپاه خالد در آن روز در فرمان اقرع بن حابس پهلوان عرب بوده‌است. خالد چون دید که لشکر شیرزاد سر تا پا در جوشن و کلاه آهنین فرورفته‌اند به سربازان و تیراندازان خود دستور داد تا همه چشم‌های سربازان را هدف قرار دهند. در اثر این تیراندازی‌ها تیر به چشم تعدادی از سربازان سواد اصابت کرد. در مورد تعداد این سربازان، در منابع مختلف اختلاف وجود دارد. بدین سبب این جنگ را (ذات العیون) نام دادند. پس از آن شیرزاد فرماندهٔ ایرانی ادامهٔ جنگ را ممکن نیافت و فرستاده‌ای نزد خالد فرستاد و پیشنهاد صلح داد. پیشنهاد موافق میل خالد نبود و آن را رد کرد. شهر به محاصره افتاد و خالد بعضی از نواحی آن را آتش زد. در کنار شهر خندق بود، خالد فرمان داد تا شترهای فرتوت را هر چه در لشکر بود بکشند و گوشه‌ای از خندق را از این لاشه‌ها انباشته کرد و از خندق بگذشت. در خندق بین سپاه خالد با یاران شیرزاد تلاقی روی داد. آخر شیرزاد کس نزد خالد فرستاد و به شرایط صلح رضایت داد. روایت خالی از گزاف به نظر نمی‌آید و در اینکه اقرع بن حابس در این جنگ حاضر بوده باشد نیز جای تردید هست. گمان می‌رود این واقعه از روایات حماسه‌آمیز بنی تمیم در عراق رنگ گرفته باشد.